# تنام أغبر
تنام أغبر (الاسم العلمي: Crypturellus cinereus) هو نوع من الطيور يتبع جنس التنام مخفي الذيل من فصيلة التنامية.